# Mario Kaplún
Mario Kaplún (Argentina, 1923  - 10 de novembro de 1998), educomunicador, radialista e escritor. Promoveu o conceito de comunicação transformadora em oposição à comunicação bancária. Inventou o termo “educomunicador” para designar o ator social atuante na interface entre a Comunicação e Educação, sobretudo em atividades sociais, jornalismo comunitário, imprensa alternativa e comunidades periféricas. O termo educomunicador inspirou o nome do novo campo Educomunicação.

## Biografia
Sua primeira experiência com rádio foi aos 17 anos de idade , elaborando um programa que convocava outros jovens a participarem de um clube de debate que ele organizava. Aos 19 anos, produziu seu primeiro programa de rádio educativo chamado “Escuela de Aire”, que consistiu num radioteatro sobre a história da Argentina.
A partir disto participou e produziu muitos programas de rádio educativos com debates e notícias. Alguns de seus programas foram transmitidos não apenas na América Latina, como também nas Filipinas e nos Estados Unidos da América do Norte, originais em espanhol, foram também traduzidos em português, quechua e aymara.
Quando residiu na Venezuela, entre 1978 e 1985, coordenou a área de Comunicação e Cultura Popular do Centro de Serviço e Ação Popular (CESAP). Ministrou cursos sobre comunicação fotográfica, audiovisual e jornalismo, Comunicação Popular e também sobre teatro. Morou também no Uruguai, onde foi um dos fundadores da Escola de Ciências da Comunicação, na Universidad de la República (hoje Faculdad de Comunicación), dedicando-se à investigação, gestão acadêmica e docência até a sua morte, em 1998. Célestin Freinet também foi uma importante inspiração pedagógica para Kaplún. Ainda na década de 20 do século XX ele questionou o ensino mecanizado, mediante uma pedagogia que a partir da realidade sócio-econômica e cultural de seus educandos e promovia a aprendizagem como construção coletiva. Freinet introduziu a produção de um jornal escolar como ferramenta de motivação na aula.

## Pensamento

### Comunicação transformadora contra comunicação bancária
Mario Kaplún aplicou à comunicação a metodologia e as ideias de Paulo Freire. Ele critica a comunicação bancária, um conceito que adapta da educação bancária descrita por Freire. Na educação bancária, o educador deposita conhecimentos na mente do educando. De maneira similar, Kaplún explica que, no modelo de comunicação bancária, o emissor deposita informações na mente do receptor, tentando impor opiniões.
A cada tipo de educação corresponde uma determinada concepção e uma determinada prática de comunicação (...) Assim como existe uma educação “bancária”, existe uma comunicação “bancária”. O emissor é o educador que fala frente ao educando que deve escutá-lo passivamente. O comunicador é aquele que “sabe”, emitindo sua mensagem (seu artigo de jornal, seu programa de rádio, sua revista, seu vídeo, etc.) com sua própria versão, seus próprios conteúdos, a um leitor (ou ouvinte, ou telespectador) que “não sabe” e ao qual não se reconhece outro papel que além de receptor da informação. Seu modo de comunicação é, portanto, um monólogo.

Defende que a verdade é produzida quando há diálogo, pluralidade e conflito de vozes, denunciando que quase a totalidade dos meios de comunicação de massa deveriam ser qualificados como meios de informação ou meios de difusão, já que, em sua opinião, não produzem o diálogo com a sociedade.— Mario Kaplún
Promove o termo "EMIREC" do canadense Jean Cloutier, que formula que todo ser humano é capaz e tem o direito de participar do processo de comunicação, atuando alternativamente como emissor (emi) e receptor (rec).

### Técnicas para a comunicação participativa
No seu percurso profissional e na sua obra, Kaplún conheceu, praticou, inventou, descreveu e promoveu diferentes técnicas de favorecimento de uma comunicação dialógica que evitava o modelo de comunicação bancária. Algumas destas práticas comunicativas e educomunicativas são:
- Mudança dos lugares onde se produz comunicação: se produzem programas e jornais com as portas abertas a quem quiser participar, em grupos, reuniões, escolas, igrejas, sindicatos, comunidades, escolas, etc.
- Predominância dos temas locais,  mas tratando dos temas nacionais e internacionais sempre que se conectem com a experiência vital das comunidades com quem queremos nos comunicar.
- Produção coletiva da comunicação: a comunidade também participa opinando sobre a seleção de conteúdo, se os produtos de mídia estão compreensíveis e sua relevância e utilidade social.
- Problematização da mensagem: Os discursos não desejam resolver todas as dúvidas, mas sim gerar debates com a população, que através do diálogo pode decidir que soluções adotar.
- Prealimentação: que consiste em consultar a comunidade para saber seus interesses, preocupações e aspirações antes de elaborar qualquer tipo de comunicação. Dessa maneira é possível selecionar os conteúdos, conhecer o nível de linguagem em que devem ser adaptados, como devem ser abordados de maneira que resultem em algo útil para as vidas cotidianas.[4]

### Casete-Foro
Desenvolvido por Mario Kaplún em uma comunidade de agricultores no Uruguai, o projeto relatado pelo próprio Kaplún envolveu o uso de fitas cassete para promover a troca de informações entre membros de uma cooperativa agrícola. Grosso modo, as mensagens gravadas nas fitas cassete, uma tecnologia disponível naquela década, eram enviadas e recebidas de um centro coordenador da comunidade para as bases, funcionando como uma espécie de correio. Tratava-se da adequação de um veículo já bastante integrado à cultura oral das pessoas envolvidas, com baixo custo operacional, fácil manuseio e versatilidade suficiente para ser deslocado de um lugar a outro. Assim, as pessoas se acostumavam a dominar o meio de comunicação, e não o contrário. No conceito de Kaplún:
Entendemos que há plena participação na comunicação quando os interlocutores são alternadamente emissores e receptores, quando ambos são “emérec”, para utilizar um neologismo proposto por Cloutier, e têm a mesma oportunidade não só de responder à mensagem recebida e reagir ante ela, mas também de gerar suas próprias mensagens 